# Drymodes brunneopygia
A Drymodes brunneopygia  a madarak osztályának verébalakúak (Passeriformes) rendjébe és a cinegelégykapó-félék (Petroicidae) családjába tartozó faj.

## Rendszerezése
A fajt John Gould angol ornitológus írta le 1840-ben.

## Előfordulása
Ausztrália déli részén honos. Természetes élőhelyei a mérsékelt övi erdők, szavannák és cserjések. Állandó, nem vonuló faj.

## Megjelenése
Testhossza 18,5–22 centiméter, a hím testtömege 36–38 gramm, a tojóé 30 gramm.

## Életmódja
Rovarokkal és más kisebb gerinctelen állatokkal táplálkozik, de időnként magvakat is fogyaszt.

## Természetvédelmi helyzete
Az elterjedési területe rendkívül nagy, egyedszáma viszont csökken, de még nem éri el a kritikus szintet. A Természetvédelmi Világszövetség Vörös listáján nem fenyegetett fajként szerepel.